# سیارک ۲۱۸۱۷
سیارک ۲۱۸۱۷ (به انگلیسی: 21817 Yingling، نامگذاری:1999TG32) بیست و یک هزار و هشتصد و هفدهمین سیارک کشف شده‌است که در ۴ اکتبر ۱۹۹۹ کشف شد.
قدر مطلق سیارک برابر ۱۷.۸ است.